# Carlos Delarios
Carlos F. Delarios ist ein US-amerikanischer Toningenieur und Tontechniker, der viermal für den Oscar für den besten Ton nominiert war.

## Leben
Delarios begann seine Laufbahn als Tontechniker in der Filmwirtschaft Hollywoods 1980 bei dem Film Supersound und flotte Sprüche (Can’t Stop The Music), der 1981 unter anderem die ersten Goldenen Himbeeren für den schlechtesten Film und das schlechteste Drehbuch bekam und für mehrere weitere Goldene Himbeeren nominiert war. In den folgenden Jahrzehnten wirkte er an der Erstellung von über 120 Filmen mit.
Bei der Oscarverleihung 1984 war er zusammen mit Michael J. Kohut, Aaron Rochin und Willie D. Burton für WarGames – Kriegsspiele (1983). Weitere Nominierungen in dieser Kategorie folgten 1985 mit Kohut, Rochin und Gene Cantamessa für 2010: Das Jahr, in dem wir Kontakt aufnehmen (1984), 1988 mit Kohut, Rochin und Robert Wald für RoboCop (1987) sowie zuletzt bei der Oscarverleihung 1991 mit Nelson Stoll, Kohut und Rochin für Die totale Erinnerung – Total Recall (1990).
Zuletzt arbeitete er 2008 als Tontechniker bei dem Film Management mit.

## Filmografie (Auswahl)
- 1981: Gehirnwäche (Circle of Power)
- 1983: WarGames – Kriegsspiele (WarGames)
- 1984: 2010: Das Jahr, in dem wir Kontakt aufnehmen (2010: The Year We Make Contact)
- 1986: Verbrecherische Herzen (Crimes of the Heart)
- 1989: Der Club der toten Dichter (Dead Poets’ Society)
- 1990: Die totale Erinnerung – Total Recall (Total Recall)
- 1991: Herr der Gezeiten (The Prince of Tides)
- 1992: Basic Instinct
- 1993: Böses Blut (Tainted Blood) (Fernsehfilm)
- 1996: The Rock – Fels der Entscheidung (The Rock)
- 2000: Other Voices
- 2002: Barbershop
- 2003: Red Water
- 2005: Deacons for Defence (Fernsehfilm)
- 2007: Kidnapped – 13 Tage Hoffnung (Kidnapped) (Fernsehserie)